# Pseudeulia
Pseudeulia är ett släkte av fjärilar. Pseudeulia ingår i familjen vecklare.
Kladogram enligt Catalogue of Life:
| Pseudeulia | \| \| Pseudeulia asinana \| \| \| \| \| \| Pseudeulia magnata \| \| \| \| \| \| Pseudeulia vermicularis \| \| \| \| |
|            | \| \| Pseudeulia asinana \| \| \| \| \| \| Pseudeulia magnata \| \| \| \| \| \| Pseudeulia vermicularis \| \| \| \| |
|            | Pseudeulia asinana                                                                                                  |
|            | |
|            | Pseudeulia magnata                                                                                                  |
|            | |
|            | Pseudeulia vermicularis                                                                                             |
|            | |